# Cerro Caracoles
Cerro Caracoles es una montaña perteneciente a la Cordillera de Los Andes ubicado entre Argentina y Chile con una altura de 4 153 m s. n. m. según GPS[cita requerida] o 4 465 m s. n. m. según los registros del Instituto Geográfico Militar de Chile.

## Ubicación
El cerro Caracoles se ubica en la provincia argentina de Mendoza y la Región de Valparaíso en Chile, en la línea de las cubres divisorias de aguas. La cumbre del cerro se encuentra a 4 km al noreste del paso Cristo Rendentor y se encuentra entre las localidades Punta de Vacas y Las Cuevas.

## Historia
La primera ascensión registrada fue realizada en 1969 por el equipo chileno formado por Sergio Kunstmann, Pedro Rosende, Patricio Soto, Jaime Vásquez y Maurice Zwahlen.